# Oswaldia assimilis
Oswaldia assimilis är en tvåvingeart som först beskrevs av Townsend 1919.  Oswaldia assimilis ingår i släktet Oswaldia och familjen parasitflugor. Inga underarter finns listade i Catalogue of Life.